# Viaduc de Marnaval
Le viaduc de Marnaval fait partie de la RN 4. Le viaduc permet à la RN 4 de contourner Saint-Dizier et de franchir le canal entre Champagne et Bourgogne (anciennement de la Marne à la Saône).

## Caractéristiques diverses
- longueurs des travées : 51 m - 70 m - 5 x 76 m - 70 m - 55.40 m[réf. nécessaire]
- entraxe des poutres : 7 m[réf. nécessaire]
- épaisseur de la dalle : 250 - 350 mm[réf. nécessaire]
- espace entre entretoises : max. 8.50 m[réf. nécessaire]
- acier de construction : 1 700 t[réf. nécessaire]